# Географія Островів Теркс і Кайкос
Острови Теркс і Кайкос — північноамериканська країна, що знаходиться на південний схід від архіпелагу Багамські острови Карибського регіону . Загальна площа країни 948 км² (186-те місце у світі), з яких на суходіл припадає 948 км², а на поверхню внутрішніх вод — 0 км². Площа суходолу країни вдвічі менша за площу території міста Києва. 

## Назва
Офіційна назва — Острови Теркс і Кайкос (англ. Turks and Caicos Islands; TCI). Назва країни походить від назви однойменних островів. Острови Теркс отримали власну назву від місцевої назви мелокактуса (англ. Turk's Head fez cactus), що росте на них і у перекладі означає кактус з головою турка (в тюрбані). Острови Кайкос (Caya hico) у перекладі з мови індіанців лукаяні означає струна островів.

## Географічне положення
Острови Теркс і Кайкос — північноамериканська острівна країна, що не має сухопутного державного кордону. Острови Теркс і Кайкос з усіх боків омиваються водами Карибського моря Атлантичного океану. Острови лежать на південний схід від Багамських Островів; за 145 км на північний схід від Куби; на північ від острова Гаїті. Загальна довжина морського узбережжя 389 км.

Морські кордони країн Карибського регіону

Згідно з Конвенцією Організації Об'єднаних Націй з морського права (UNCLOS) 1982 року, протяжність територіальних вод навколо островів встановлено в 12 морських миль (22,2 км). Виключна рибальська зона встановлена на відстань 200 морських миль (370,4 км) від узбережжя.

### Час
Час на Островах Теркс і Кайкос: UTC-5 (-7 годин різниці часу з Києвом). Літній час вводиться другої неділі березня переводом годинникової стрілки на 1 годину вперед, скасовується в першу неділю листопада переводом годинникової стрілки на 1 годину назад. острови Теркс і Кайкос

## Геологія

### Корисні копалини
Надра Островів Теркс і Кайкос не багаті на корисні копалини, розвідані запаси і поклади відсутні.

## Рельєф
Середні висоти — дані відсутні; найнижча точка — рівень вод Карибського моря (0 м); найвища точка — пагорб Фламіго-Гіллс (48 м). Усі острови низовинні, сформовані з вапняку.

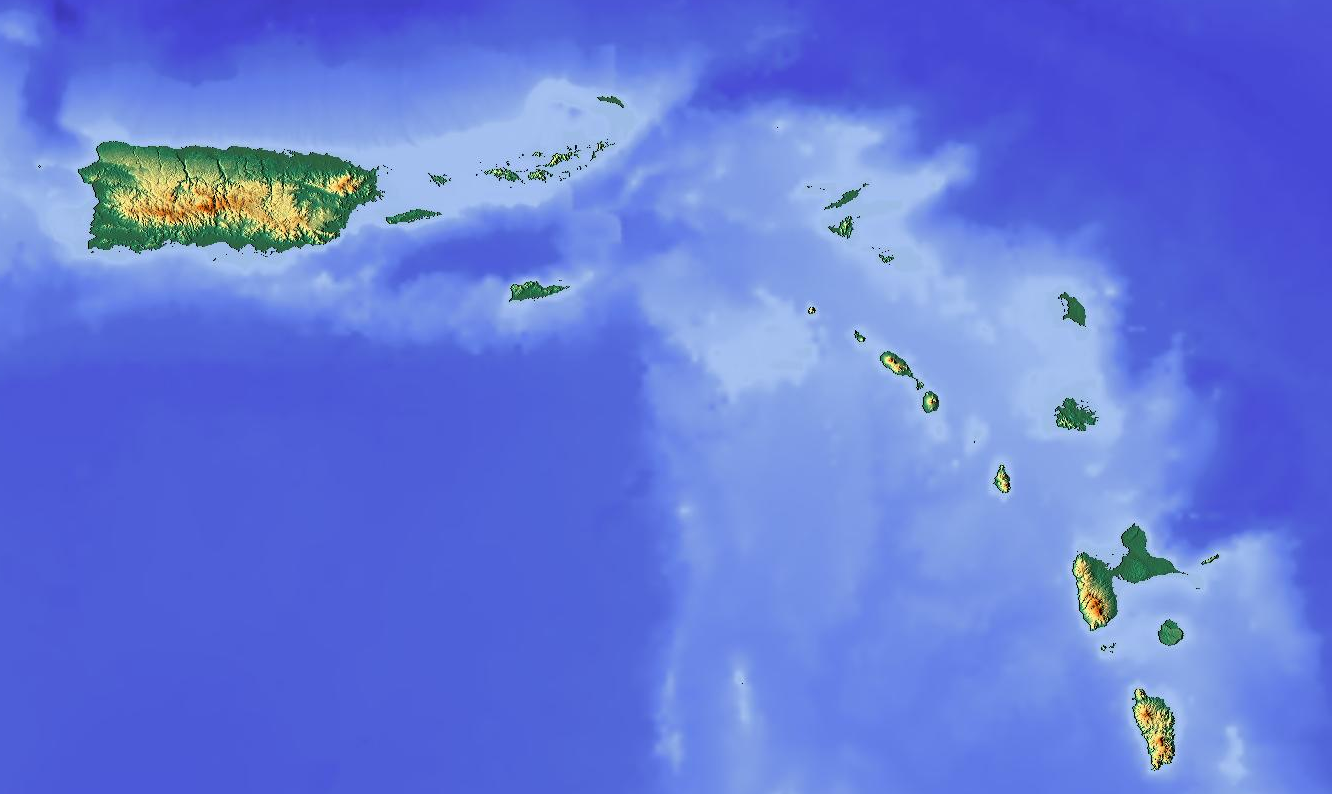
Карта рельєфу Великих Антильських островів і Терксу з Кайкосом
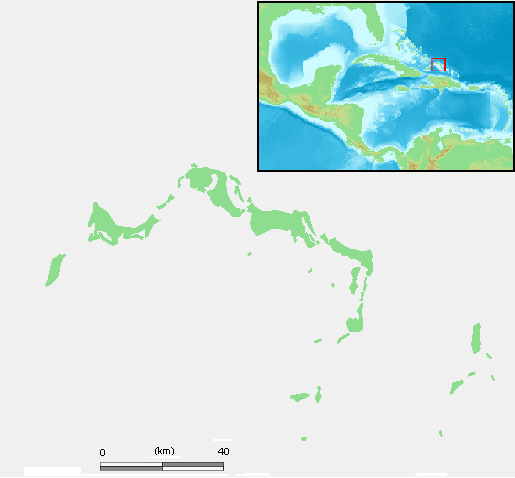
Рельєф Островів Теркс і Кайкос
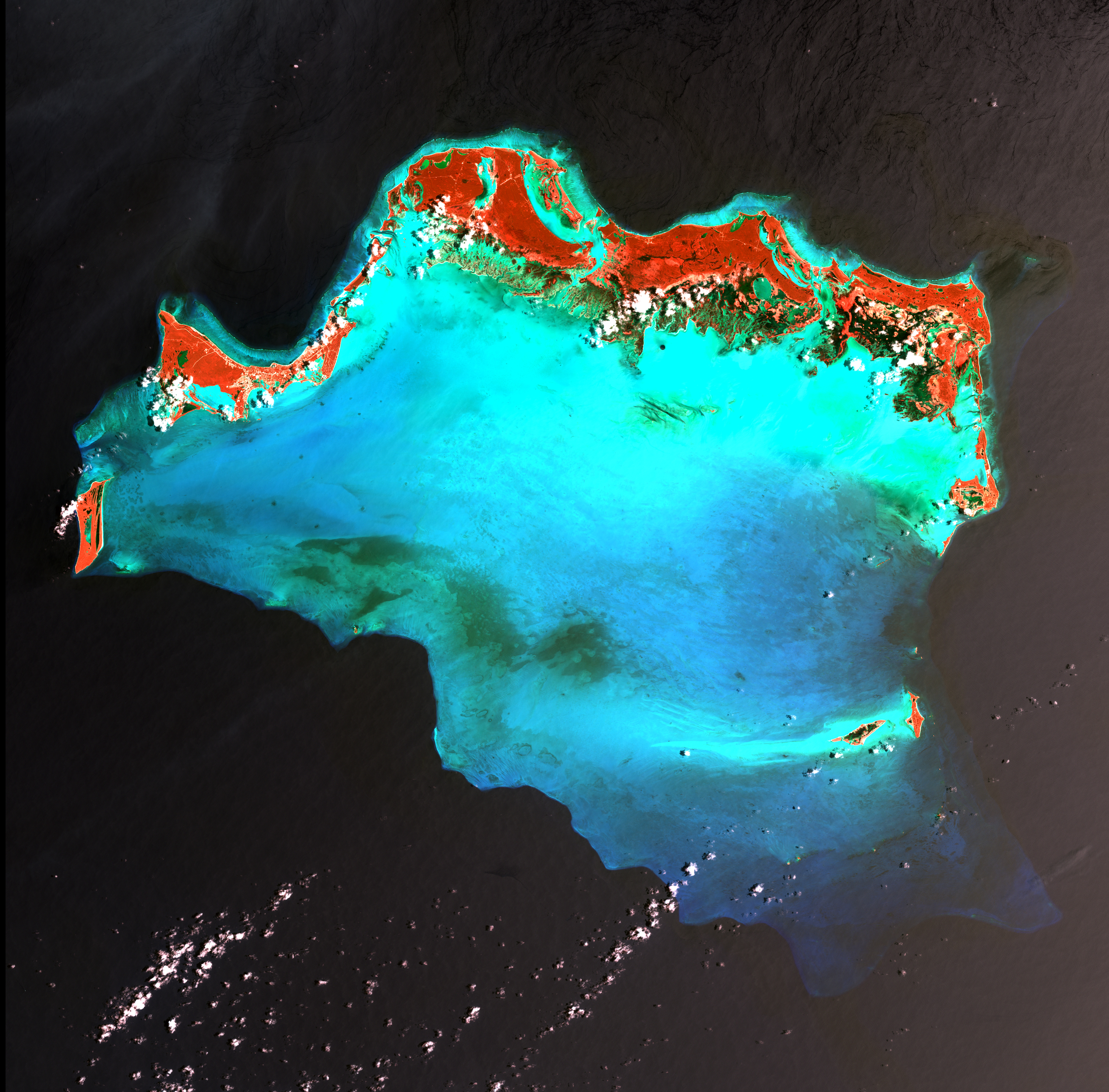
Супутниковий знімок поверхні країни
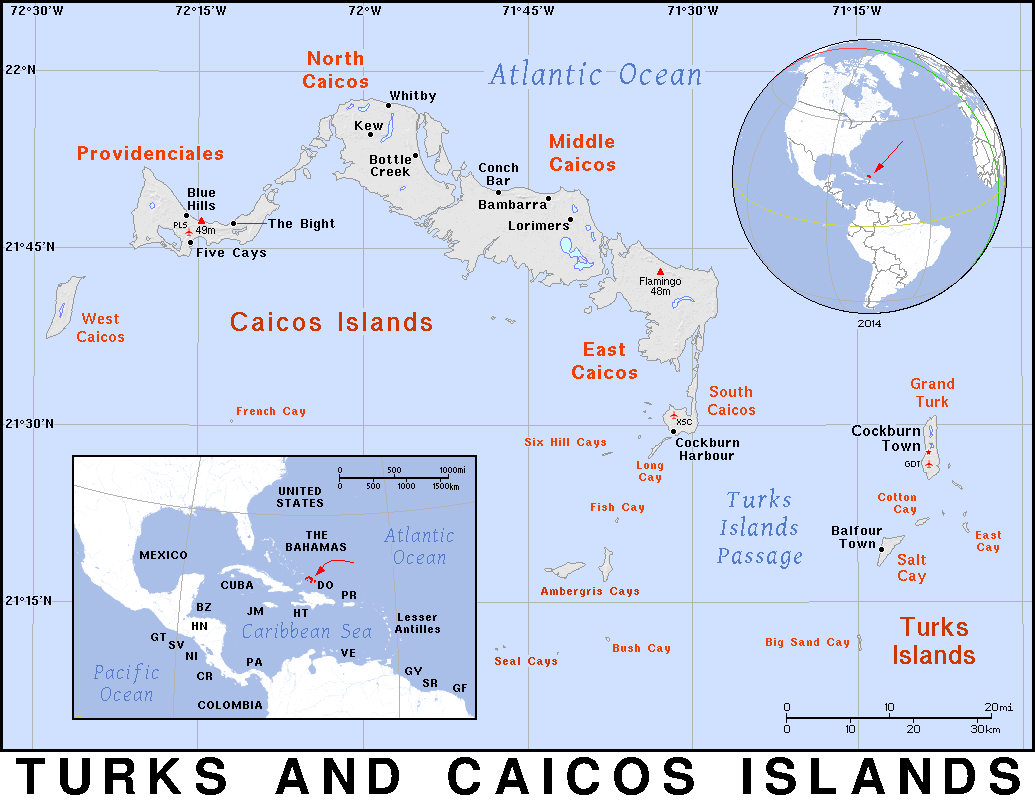
Карта країни (англ.)
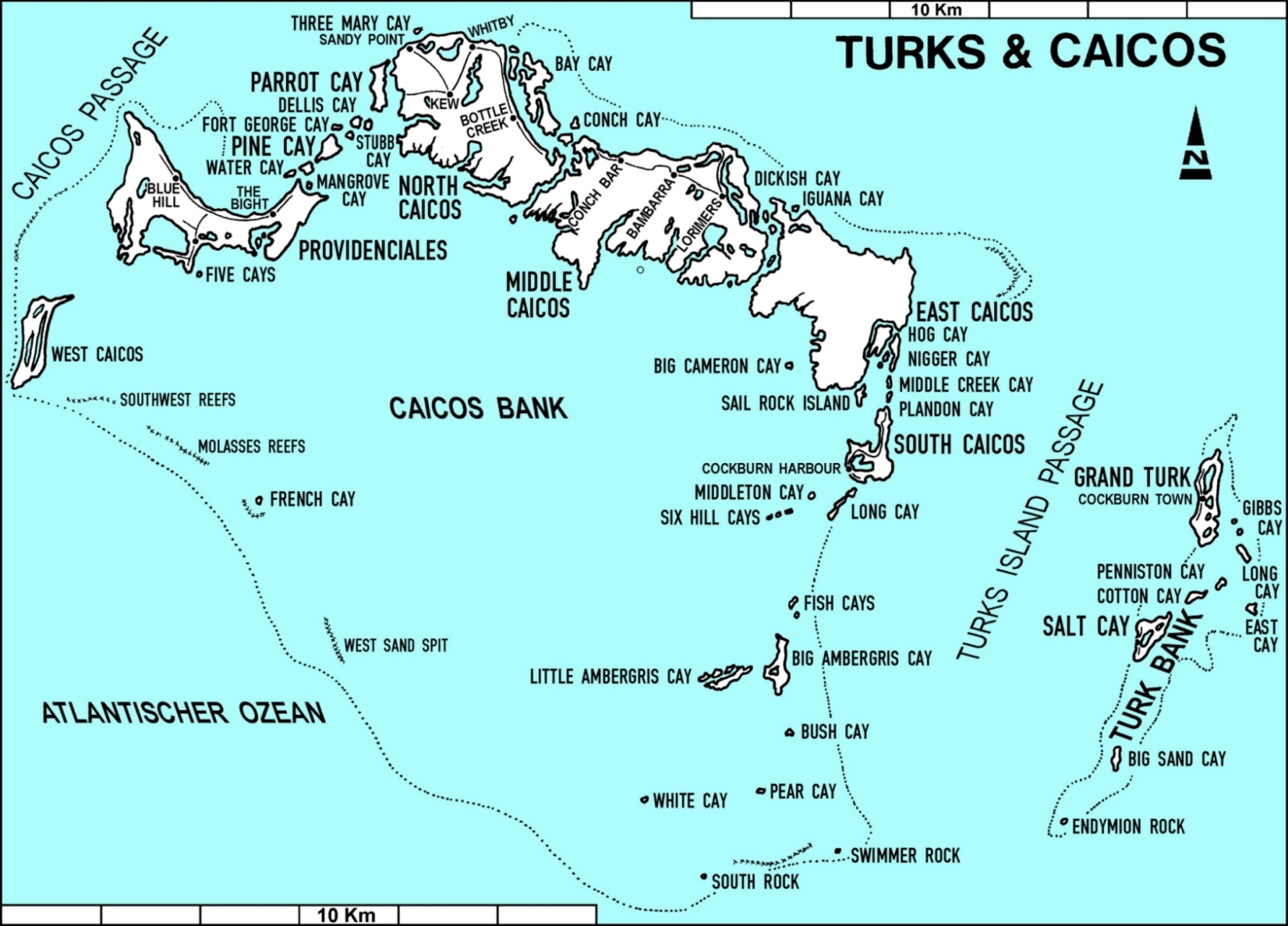
Карта країни (нім.)

### Узбережжя

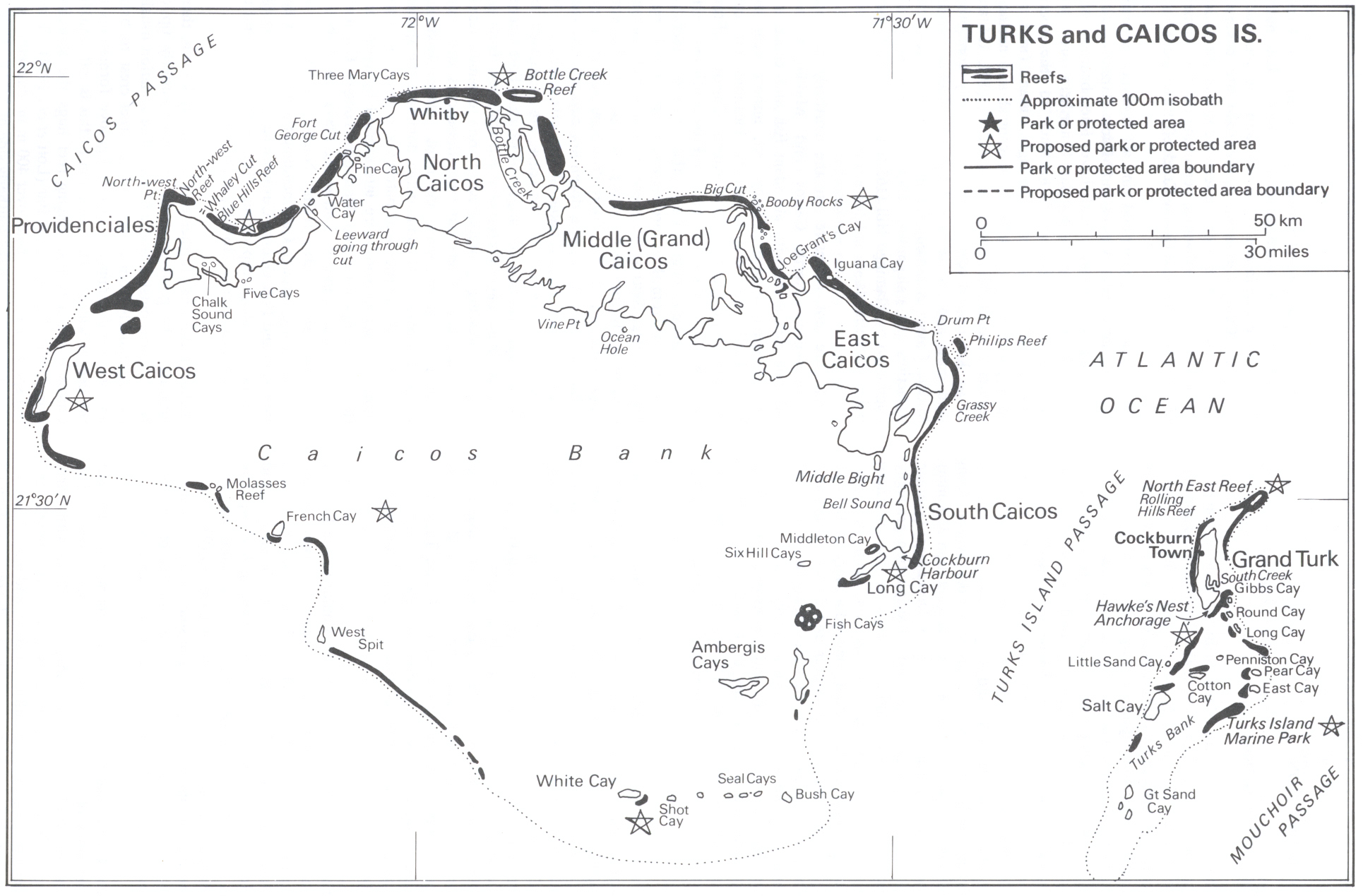
Карта рифів навколо узбережжя
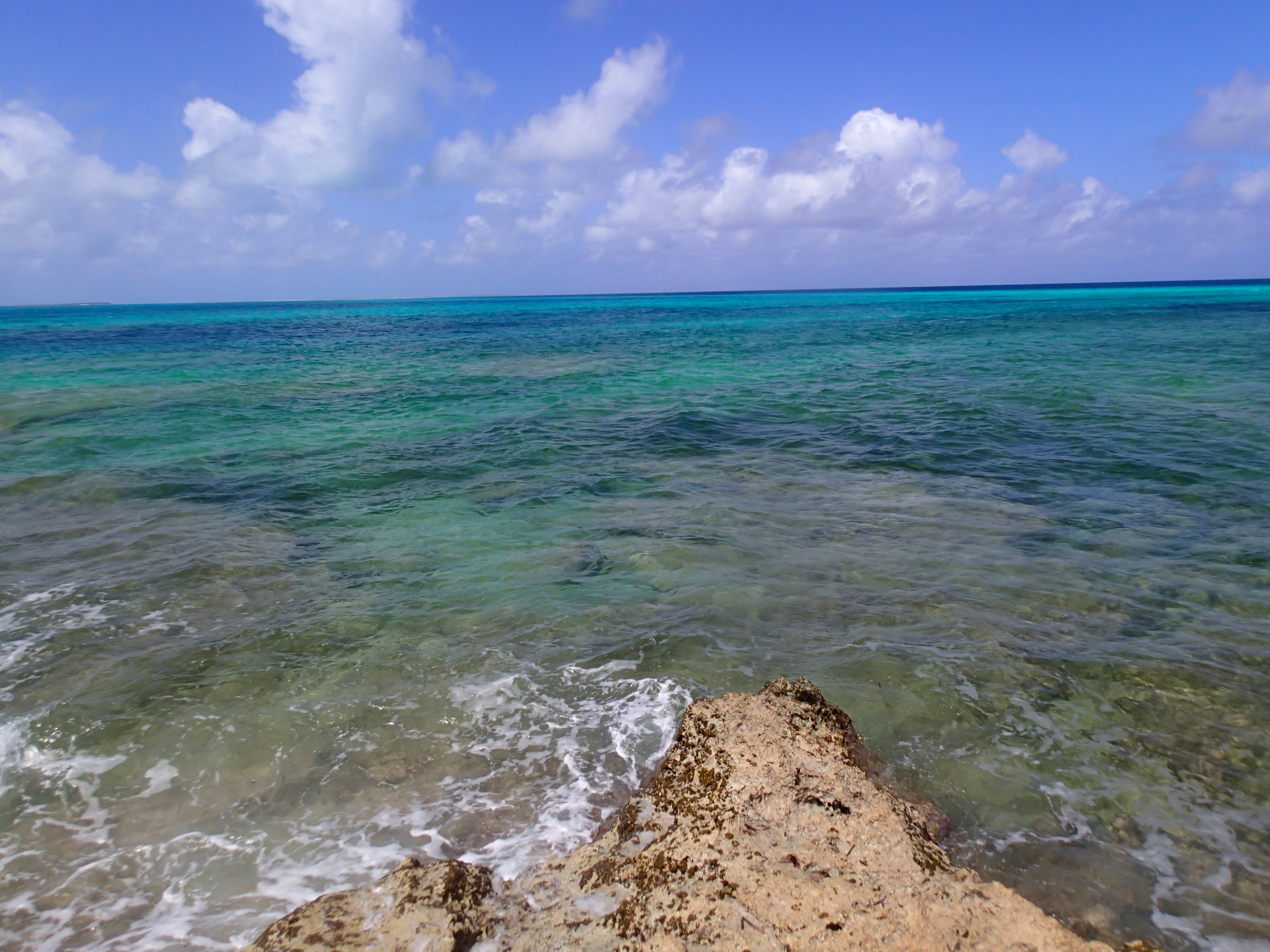
Рифове узбережжя острова Гранд-Терк
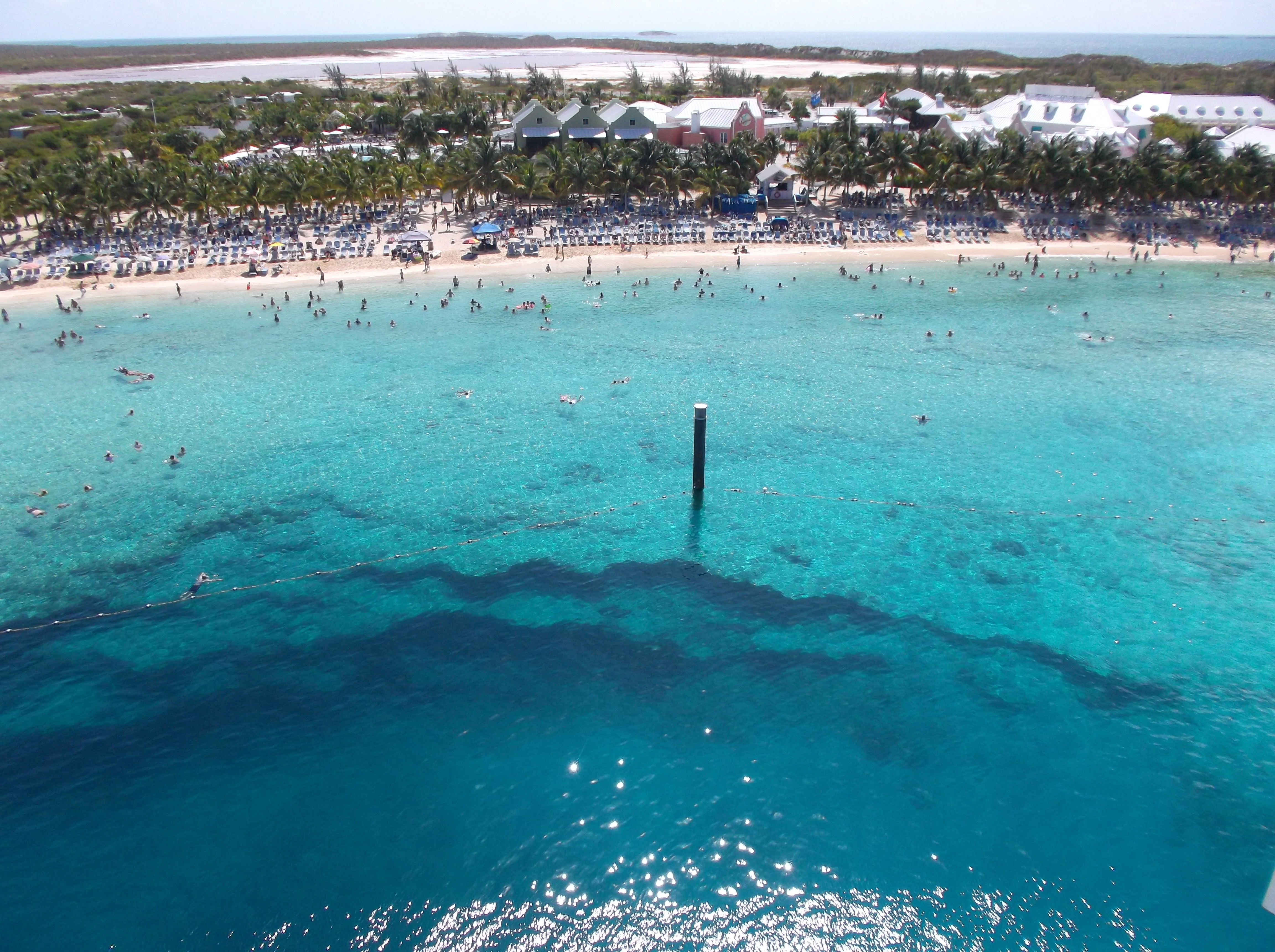
Санрей-Біч, острів Гранд-Терк
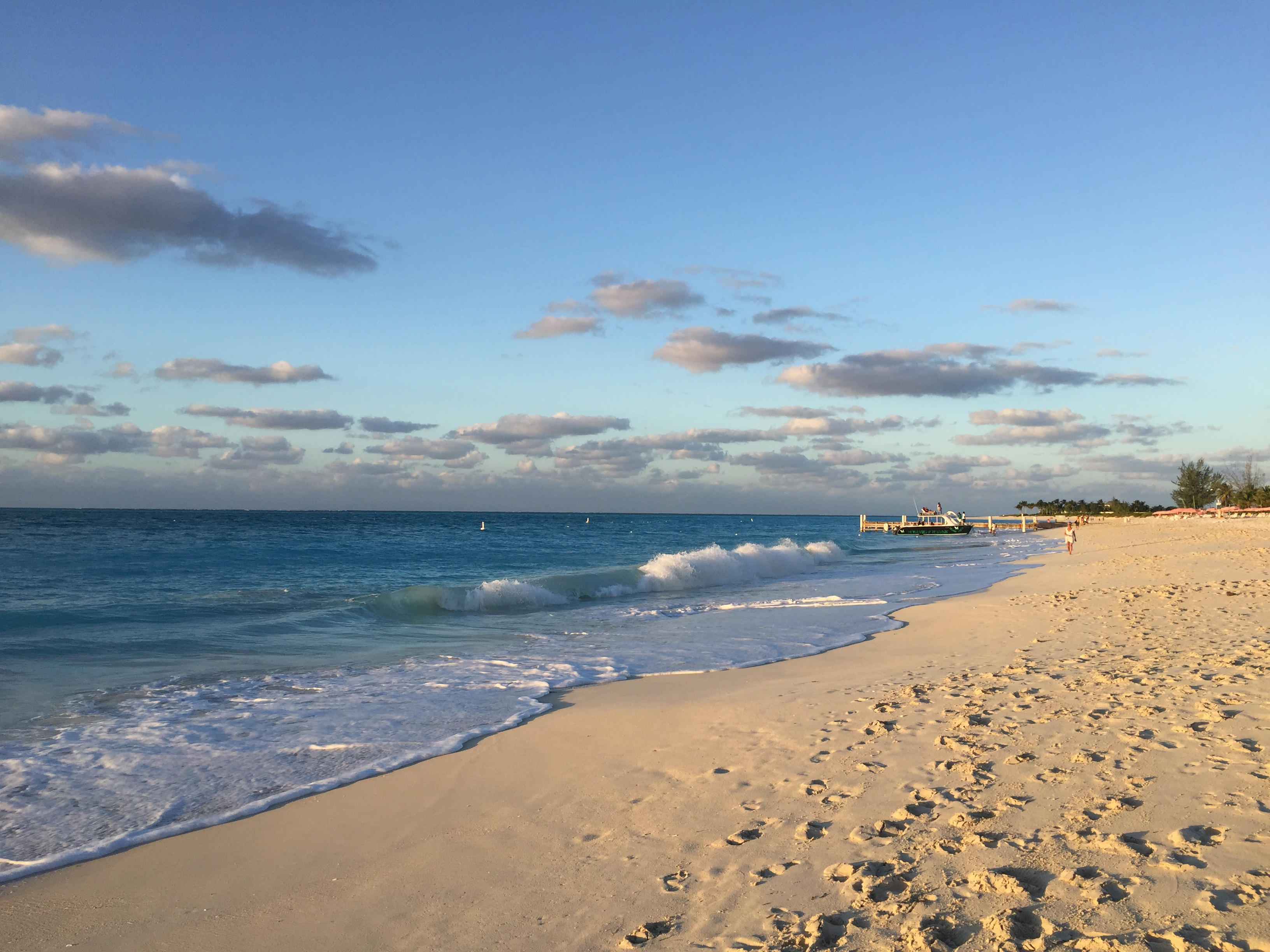
Пляж на острові Провіденсьялес

### Острови
30 островів країни утворюють дві групи — Кайкос на заході і Теркс на сході, що розділені протокою Теркс-Айленд.
Острови Кайкос:
- Західний Кайкос (Вест-Кайкос)
- Провіденсьялес
- Північний Кайкос (Норт-Кайкос)
- Середній Кайкос (Мідл-Кайкос)
- Східний Кайкос (Іст-Кайкос)
- Південний Кайкос (Саут-Кайкос)

Острови Терк:
- Гранд-Терк
- Солт-Кей
- Іст-Кей

Острови
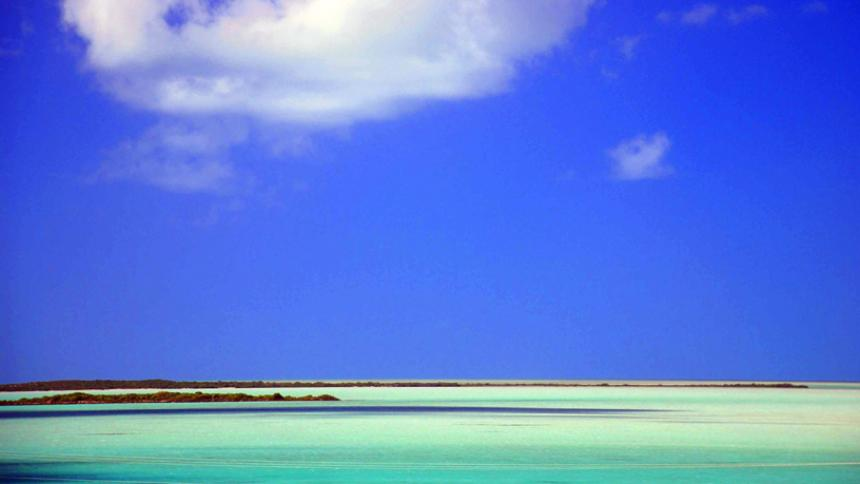
Північний Кайкос
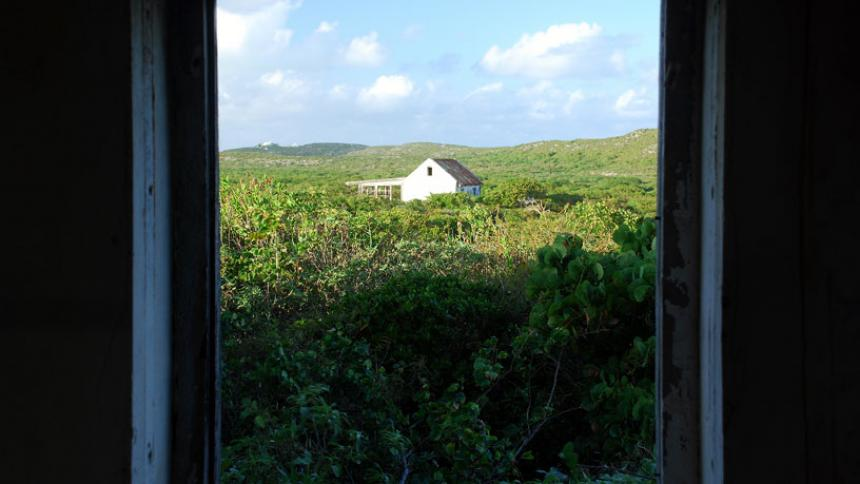
Південний Кайкос
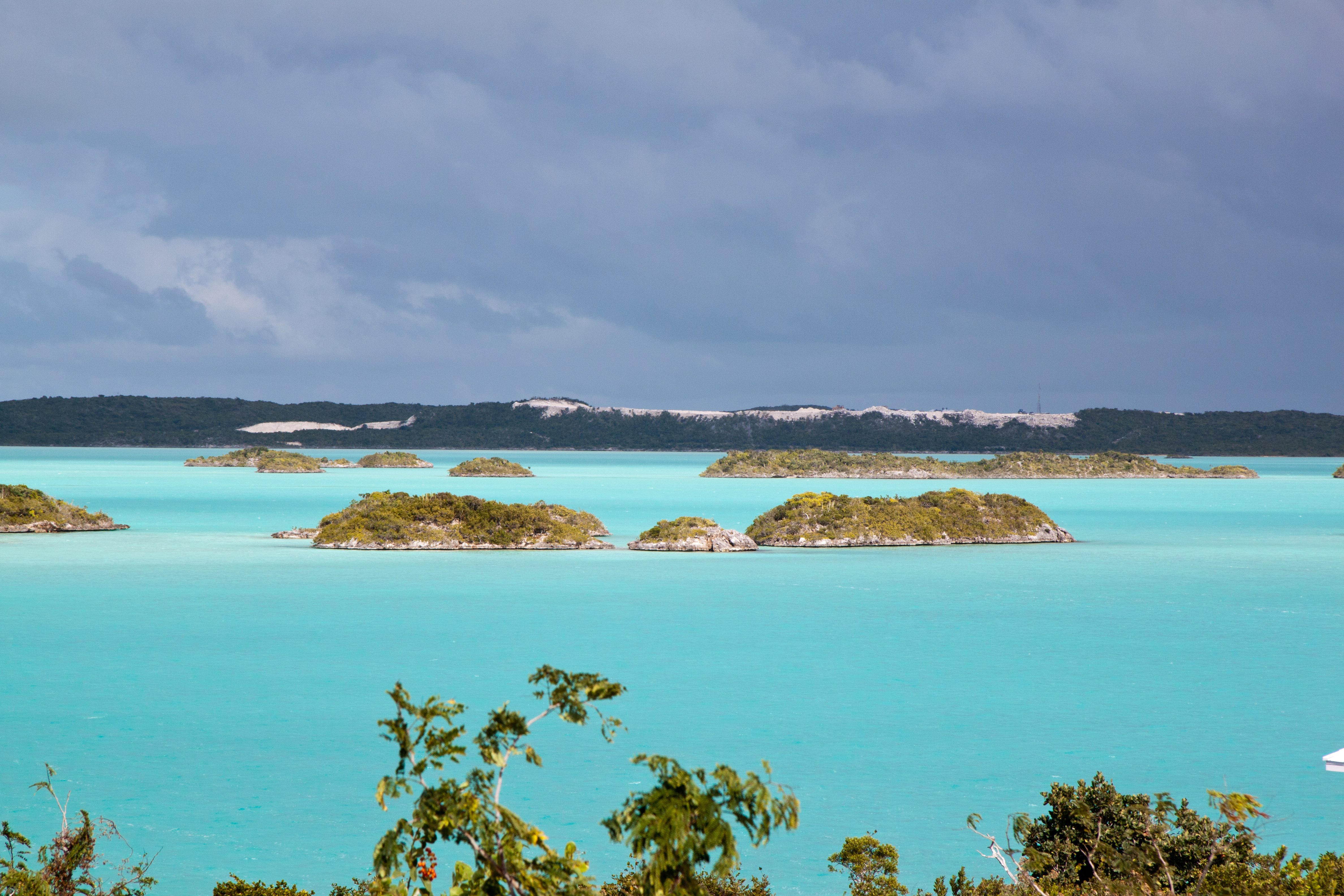
Провіденсьялес

Постійно заселені тільки 6: Гранд-Терк, Солт-Кей, Мідл-Кайкос, Іст-Кайкос, Саут-Кайкос і Провіденсьялес.

## Клімат
Територія Островів Теркс і Кайкос лежить у тропічному кліматичному поясі. Увесь рік панують тропічні повітряні маси. Сезонний хід температури повітря чітко відстежується. Переважають східні пасатні вітри, достатнє зволоження (на підвітряних схилах відчувається значний дефіцит вологи). У теплий сезон з морів та океанів часто надходять тропічні циклони. Спека в жаркий сезон (з квітня по листопад) пом'якшується північно-східними пасатними вітрами. Кількість атмосферних опадів становить 700—800 мм на рік. Часті тропічні циклони.

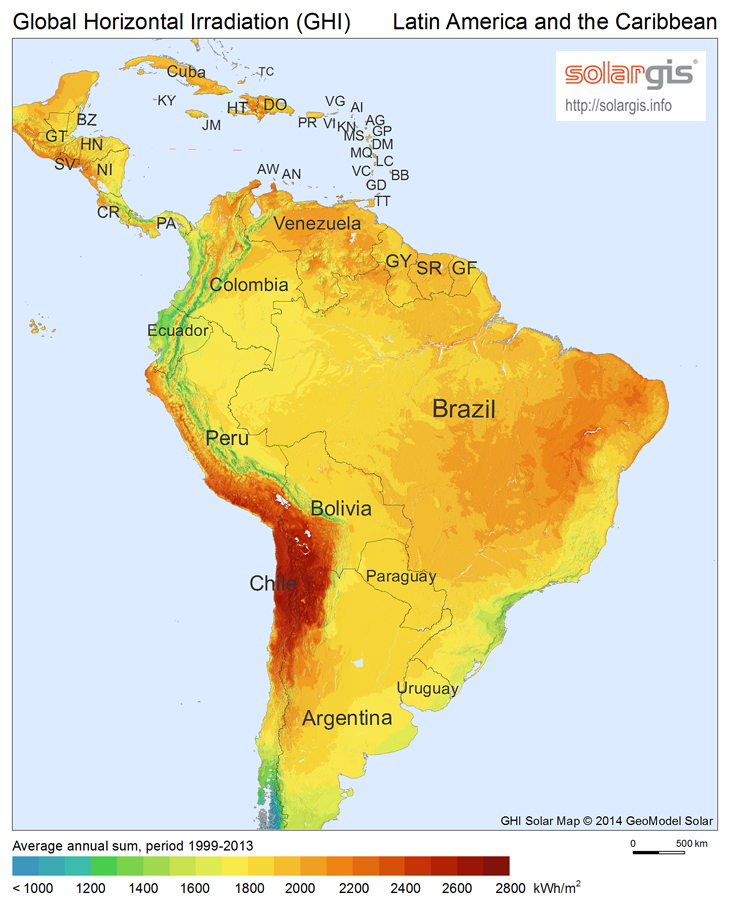
Сонячна радіація (англ.)
Кліматична карта Антильських островів за Кеппеном

Острови Теркс і Кайкос не є членом Всесвітньої метеорологічної організації (WMO), інтереси країни в міжнародній організації представляє Велика Британія.

## Внутрішні води
Станом на 2012 рік зрошувані землі в країні були відсутні. Багато приморських лагунних боліт із солоною водою — маршів.

## Рослинність
Рослинність — мангрові нетрі на узбережжі та клапті соснових лісів.

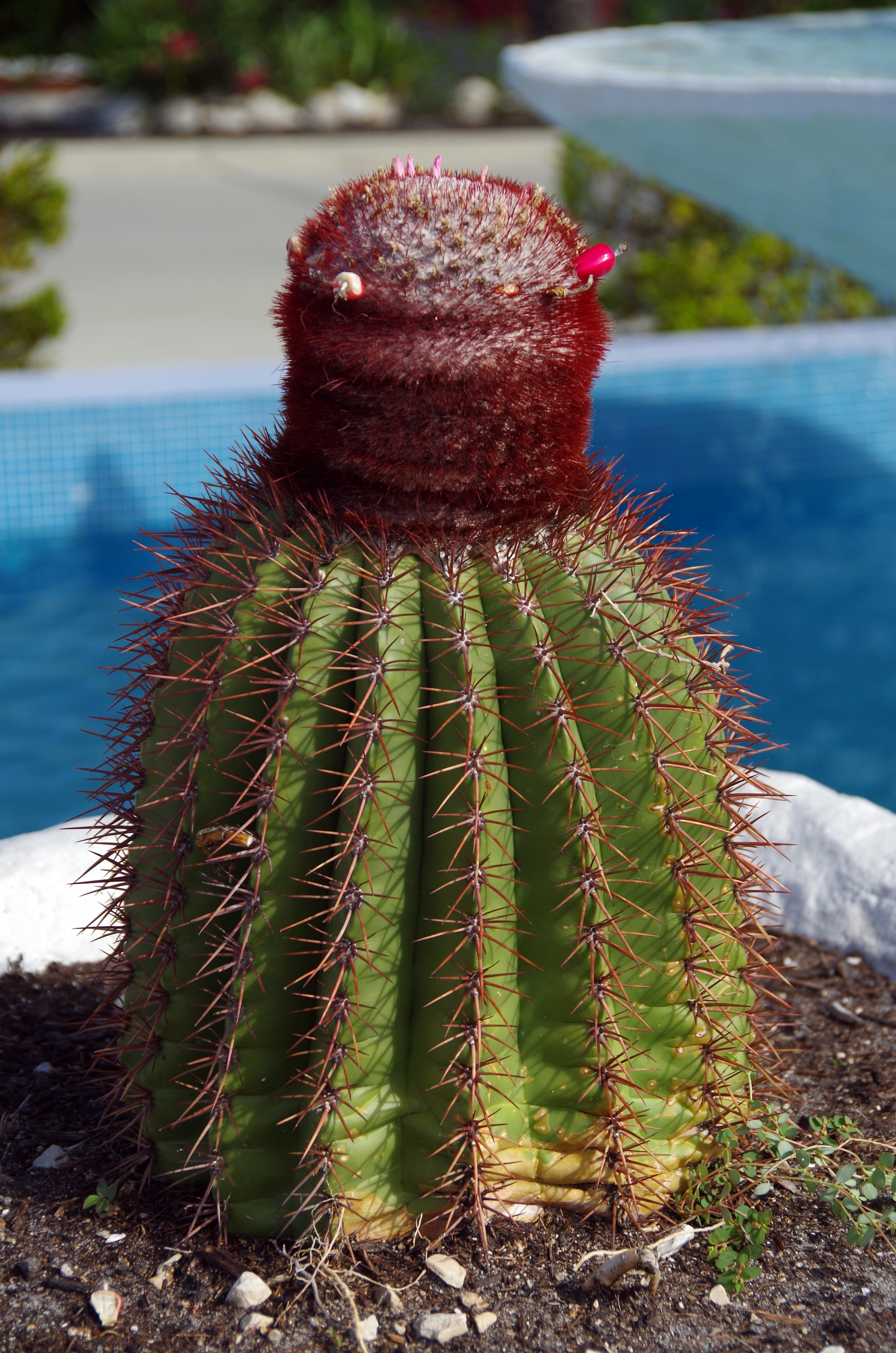
Мелокактус, символи островів Теркс
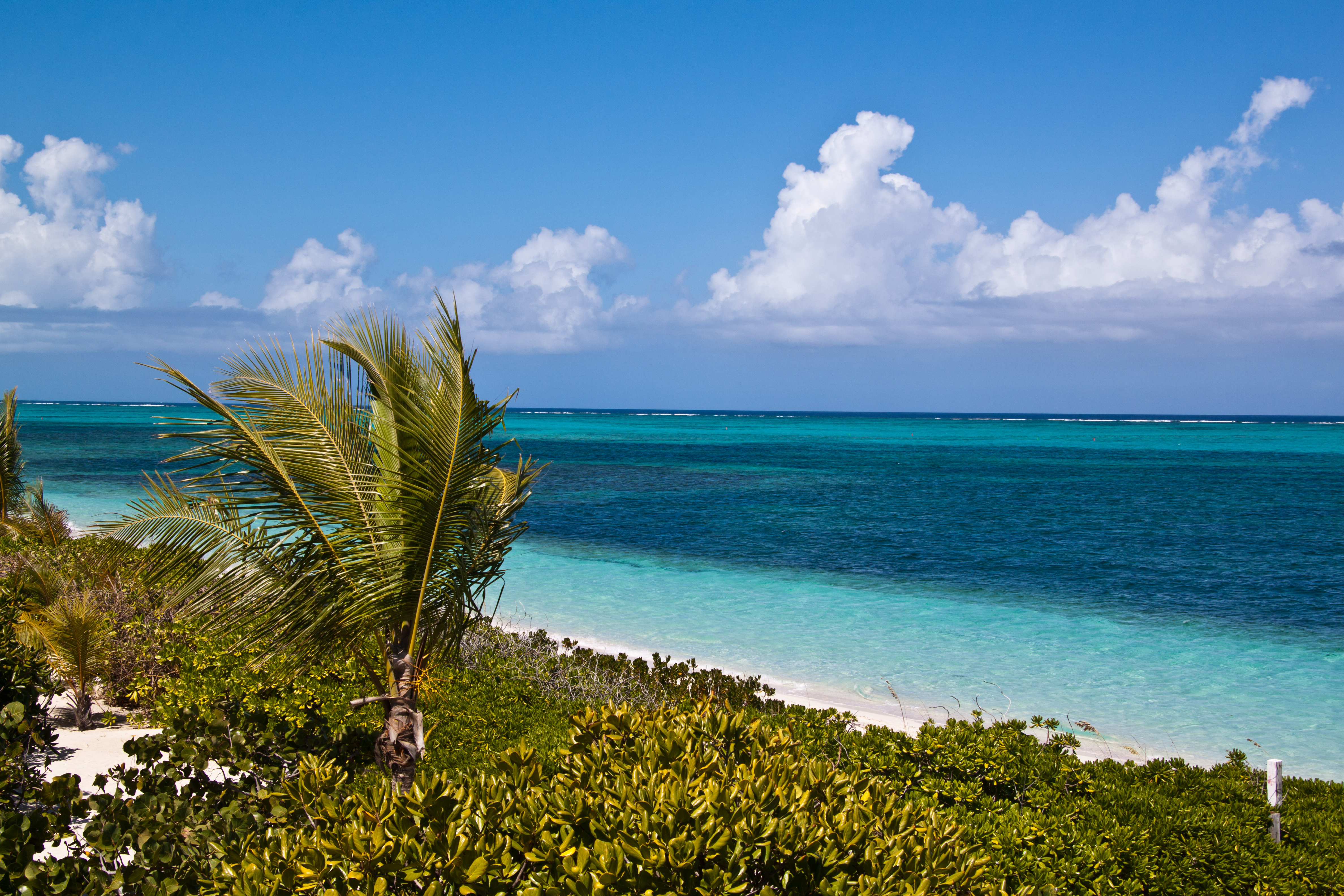
Рослинність островів
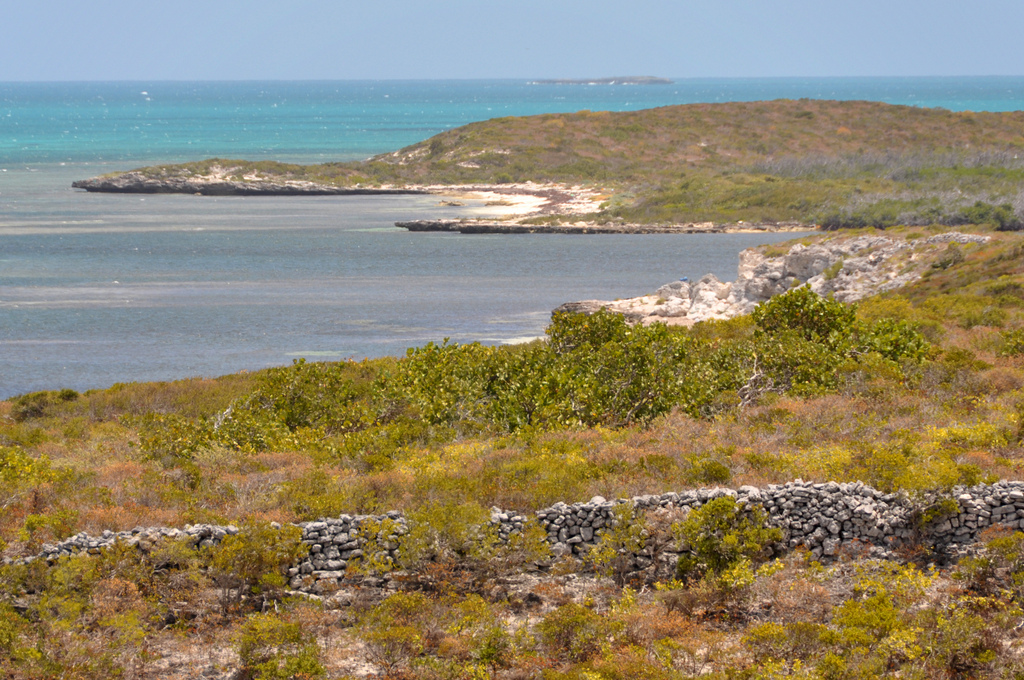
Рослинність островів
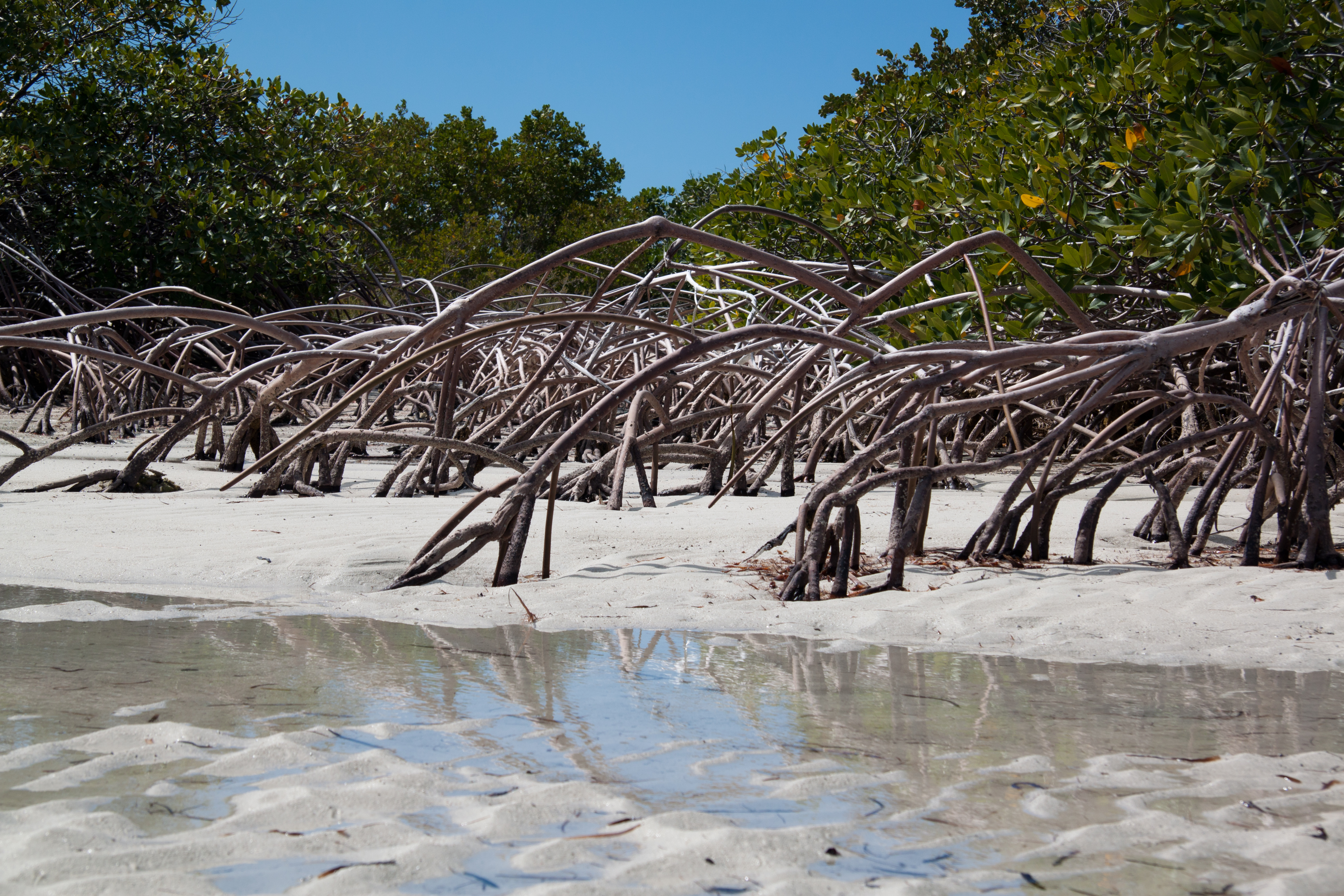
Мангрові зарості
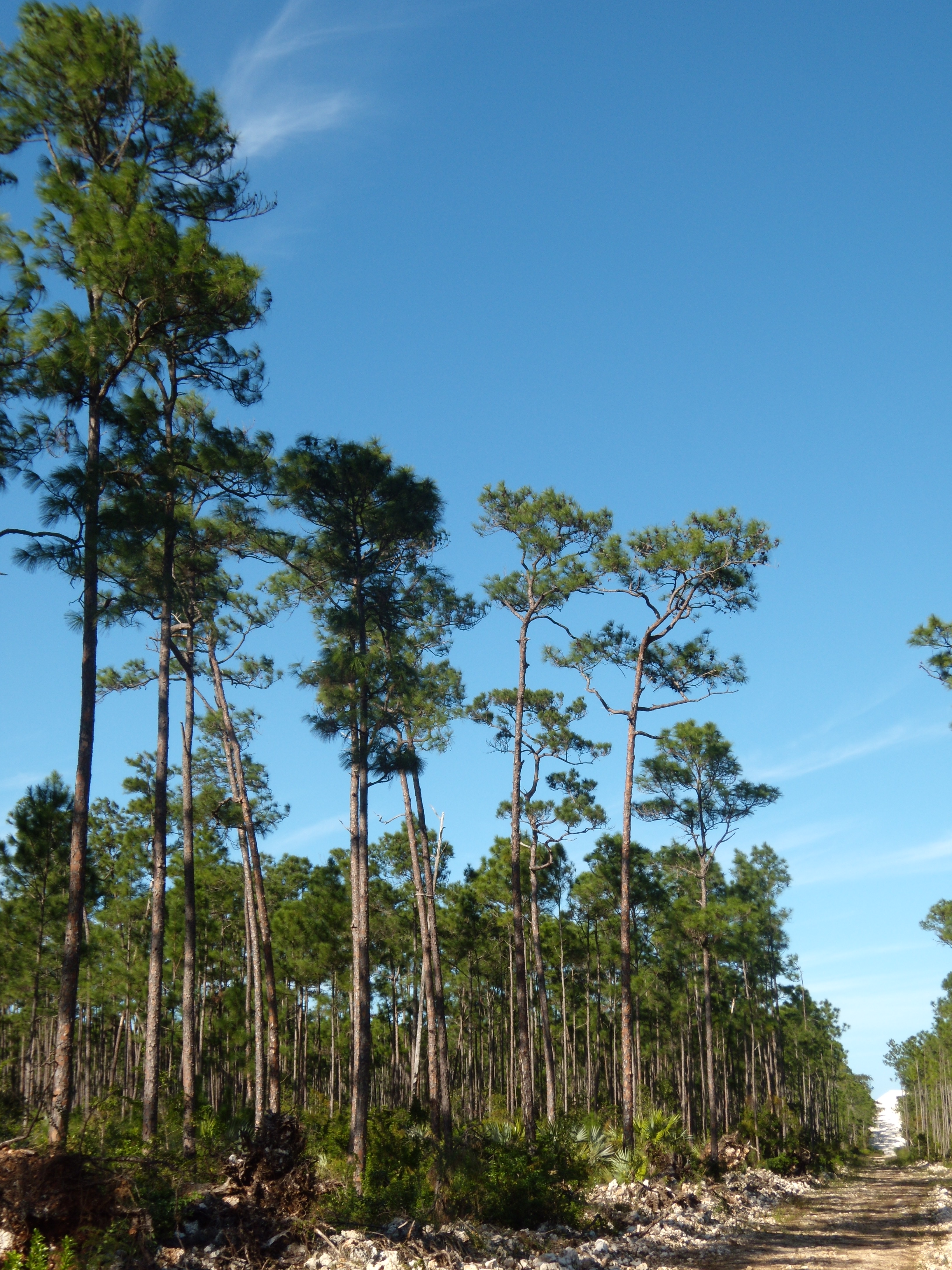
Карибська сосна
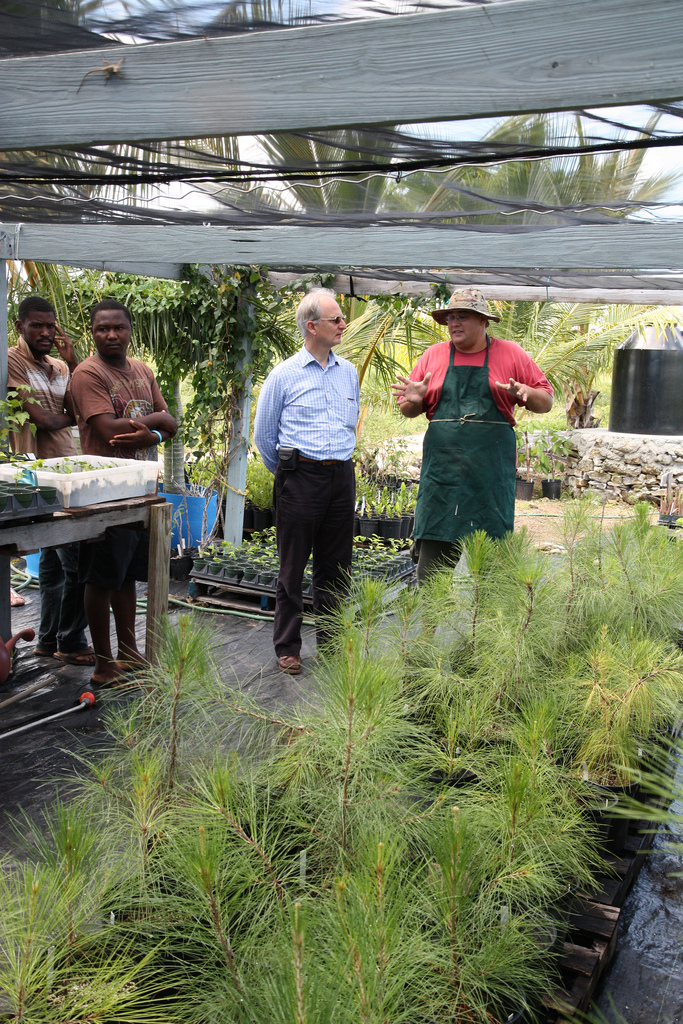
На фермі з розведення сосни

Земельні ресурси Островів Теркс і Кайкос (оцінка 2011 року):
- придатні для сільськогосподарського обробітку землі — 1,1 %,
  - орні землі — 1,1 %,
  - багаторічні насадження — 0 %,
  - землі, що постійно використовуються під пасовища — 0 %;
- землі, зайняті лісами і чагарниками — 36,2 %;
- інше — 62,7 %[1].

## Тваринний світ
У зоогеографічному відношенні територія країни відноситься до Антильської підобласті Неотропічної області. Тваринний світ здебільшого представлений водоплавними птахами.

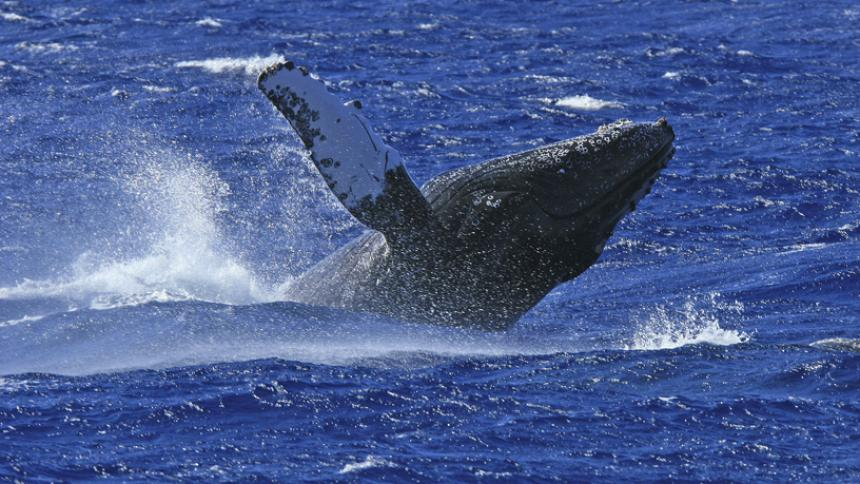
Горбатий кит поблизу Південного Кайкосу
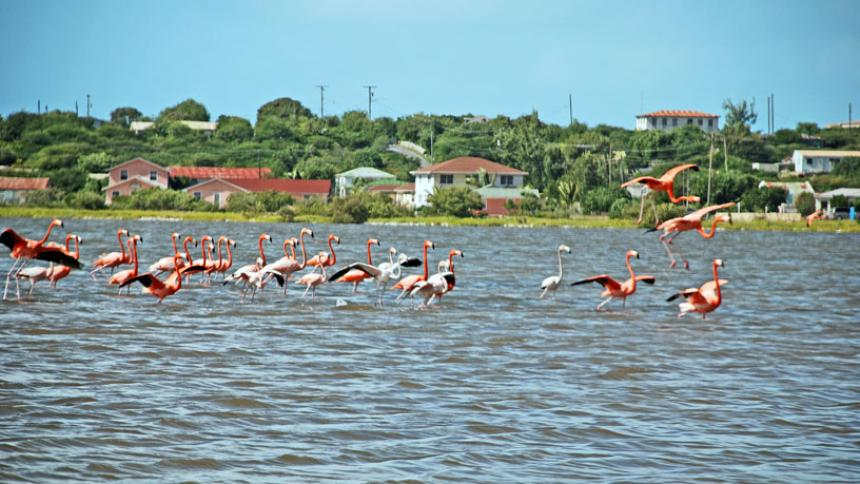
Рожеві фламінго, Південний Кайкос
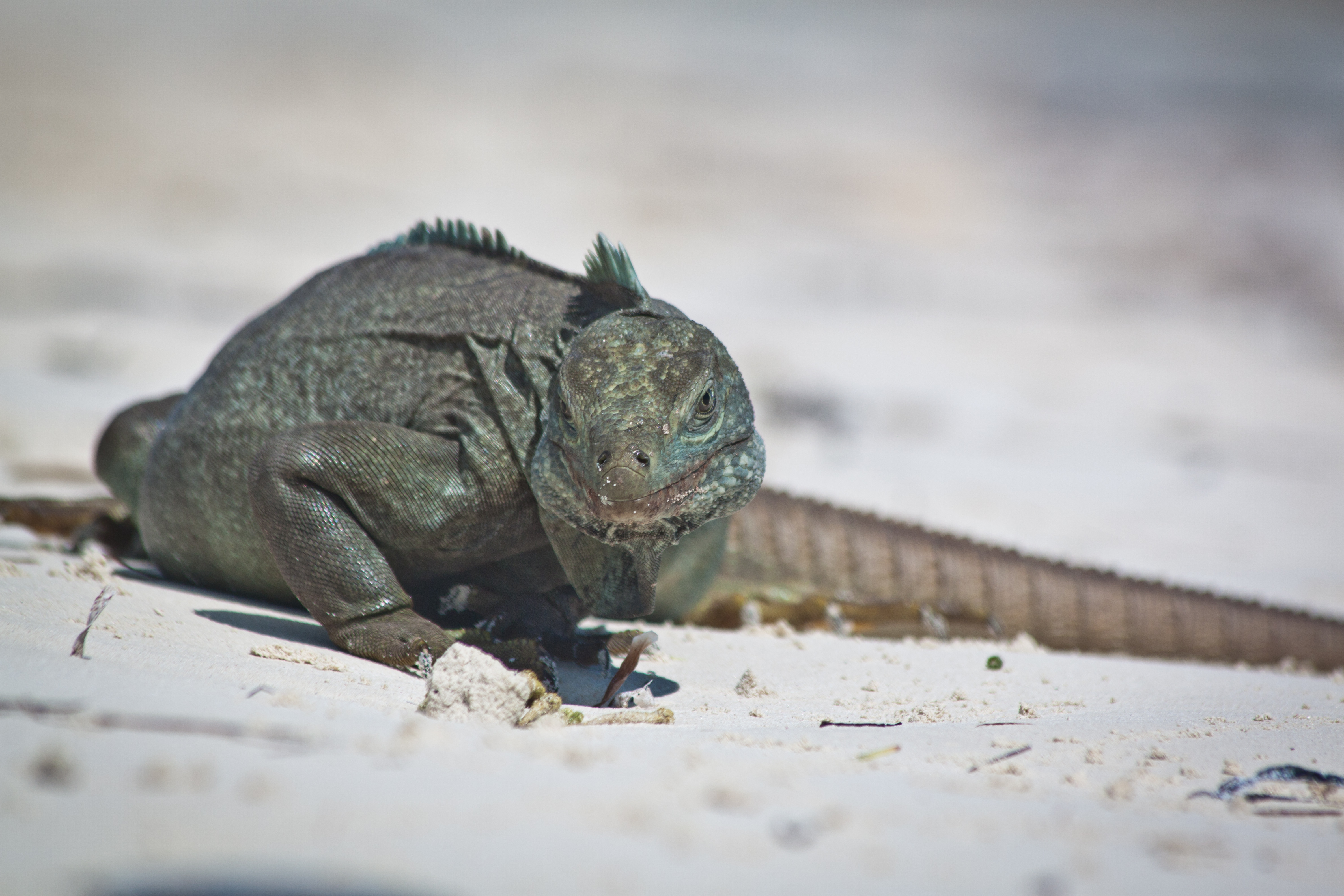
Ігуана
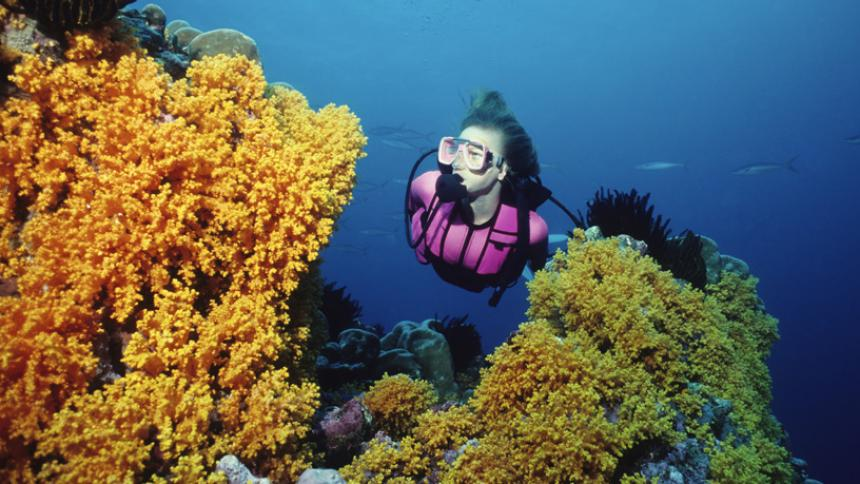
Кораловий риф

Навколишні води багаті рибою, лангустами і молюсками. Навколо островів коралові рифи.

## Стихійні лиха та екологічні проблеми
На території країни спостерігаються небезпечні природні явища і стихійні лиха: часті урагани.
Серед екологічних проблем варто відзначити:
- обмежені ресурси природних джерел питної води, населення самостійно запасає дощову воду в цистернах, дефіцит природних джерел питної води.

## Фізико-географічне районування
У фізико-географічному відношенні територію Островів Теркс і Кайкос можна розділити на _ райони, що відрізняються один від одного рельєфом, кліматом, рослинним покривом: . острови Теркс і Кайкос

### Українською
- Атлас світу / голов. ред. І. С. Руденко ; зав. ред. В. В. Радченко ; відп. ред. О. В. Вакуленко. — К. : ДНВП «Картографія», 2005. — 336 с. — ISBN 9666315467.
- Атлас. 7 клас. Географія материків і океанів / Укладачі О. Я. Скуратович, Н. І. Чанцева. — К. : ДНВП «Картографія», 2014.
- Бєлозоров С. Т. Географія материків. — К. : Вища школа, 1971. — 371 с.
- Барановська О. В. Фізична географія материків і океанів : навч. посіб. для студентів ВНЗ : [у 2 ч.]. — Н. : Ніжинський державний університет ім. Миколи Гоголя, 2013. — 306 с. — ISBN 978-617-527-106-3.
- Острови Теркс і Кайкос // Гірничий енциклопедичний словник : [у 3-х тт.] / за ред. В. С. Білецького. — Д. : Східний видавничий дім, 2004. — Т. 3. — 752 с. — ISBN 966-7804-78-X.
- Дубович І. А. Країнознавчий словник-довідник. — 5-те вид., перероб. і доп. — К. : Знання, 2008. — 839 с. — ISBN 978-966-346-330-8.
- Економічна і соціальна географія країн світу. Навчальний посібник / За ред. Кузика С. П. — Л. : Світ, 2002. — 672 с. — ISBN 966-603-178-7.
- Панасенко Б. Д. Фізична географія материків : навч. посіб. : в 2 ч. — В. : ЕкоБізнесЦентр, 1999. — 200 с.
- Юрківський В. М. Регіональна економічна і соціальна географія. Зарубіжні країни: Підручник. — 2-ге. — К. : Либідь, 2001. — 416 с. — ISBN 966-06-0092-5.

### Англійською
- (англ.) Graham Bateman. The Encyclopedia of World Geography. — Andromeda, 2002. — 288 с. — ISBN 1871869587.
- (англ.) Donovan, Steven K.; Jackson, Trevor A. (1994). Caribbean Geology: An Introduction. University of West Indies. с. 289. ISBN 9764100333.

### Російською
- (рос.) Теркс и Кайкос // Латинская Америка. Энциклопедический справочник [в 2-х тт.] / Главный редактор В. В. Вольский. — М. : Советская энциклопедия, 1982. — Т. 2. К-Я. — 656 с.
- (рос.) Алисов Б. П., Берлин И. А., Михель В. М. Курс климатологии [в 3-х тт.] / под. ред. Е. С. Рубинштейн. — Л. : Гидрометеоиздат, 1954. — Т. 3. Климаты земного шара. — 320 с.
- (рос.) Апродов В. А. Зоны землетрясений. — М. : Мысль, 2010. — 462 с. — (Природа мира) — ISBN 978-5-244-01122-7.
- (рос.) Букштынов А. Д., Грошев Б. И., Крылов Г. В. Леса. — М. : Мысль, 1981. — 316 с. — (Природа мира)
- (рос.) Власова Т. В. Физическая география материков. С прилегающими частями океанов. Евразия, Северная Америка. — 4-е, перераб. — М. : Просвещение, 1986. — 417 с.
- (рос.) Гвоздецкий Н. А. Карст. — М. : Мысль, 1981. — 214 с. — (Природа мира)
- (рос.) Географический энциклопедический словарь: географические названия / под. ред. А. Ф. Трёшникова. — 2-е изд., доп. — М. : Советская энциклопедия, 1989. — 585 с. — ISBN 5-85270-057-6.
- (рос.) Дорст Ж. Центральная и Южная Америка. — М. : Прогресс, 1977. — 318 с. — (Континенты, на которых мы живем)
- (рос.) Исаченко А. Г., Шляпников А. А. Ландшафты. — М. : Мысль, 1989. — 504 с. — (Природа мира) — ISBN 5-244-00177-9.
- (рос.) Каплин П. А., Леонтьев О. К., Лукьянова С. А., Никифоров Л. Г. Берега. — М. : Мысль, 1991. — 480 с. — (Природа мира) — ISBN 5-244-00449-2.
- (рос.) Словарь современных географических названий / под общей редакцией акад. В. М. Котлякова. — Екатеринбург : У-Фактория, 2006.
- (рос.) Литвин В. М., Лымарев В. И. Острова. — М. : Мысль, 2010. — 288 с. — (Природа мира) — ISBN 978-5-244-01129-6.
- (рос.) Лобова Е. В., Хабаров А. В. Почвы. — М. : Мысль, 1983. — 304 с. — (Природа мира)
- (рос.) Максаковский В. П. Географическая картина мира. Книга I: Общая характеристика мира. — М. : Дрофа, 2008. — 495 с. — ISBN 978-5-358-05275-8.
- (рос.) Максаковский В. П. Географическая картина мира. Книга II: Региональная характеристика мира. — М. : Дрофа, 2009. — 480 с. — ISBN 978-5-358-06280-1.
- (рос.) Теркс и Кайкос // Поспелов Е. М. Топонимический словарь. — М. : АСТ, 2005. — 229 с. — ISBN 5-17-016407-6.
- (рос.) География / под ред. проф. А. П. Горкина. — М. : Росмэн-Пресс, 2006. — 624 с. — (Современная иллюстрированная энциклопедия) — ISBN 5-353-02443-5.
- (рос.) Физико-географический атлас мира. — М. : Академия наук СССР и ГУГК СССР, 1964. — 298 с.
- (рос.) Энциклопедия стран мира / глав. ред. Н. А. Симония. — М. : НПО «Экономика» РАН, отделение общественных наук, 2004. — 1319 с. — ISBN 5-282-02318-0.